# Краљ Артур (филм)
Краљ Артур (енгл. King Arthur) је историјско-авантуристички филм филм из 2004. који је режирао Антоан Фјуква, према сценарију који је написао Дејвид Франзони, док је продуцент филма био Џери Брукхајмер. Главне улоге у филму тумаче Клајв Овен, Кира Најтли, Стелан Скарсгорд, Стивен Дилејн, Реј Винстоун, Хју Данси, Тил Швајгер, Јоан Грифид, Мадс Микелсен и Џоел Еџертон.
Филм је био јединствен због реинтерпретације краља Артура као римског официра, а не као типичног средњовековног витеза. Продуценти филма покушали су да га пласирају као историјски тачнију верзију легенде о краљу Артуру, наводно инспирисану новим археолошким налазима. Филм такође замењује причу мача у камену мрачнијом и трагичнијом причом о томе како је Артур добио свој мач Екскалибур. Филм је сниман у Ирској, Енглеској и Велсу.

## Радња
У 5. веку нове ере, ослабљено Римско царство се повлачи из Британије, где су домородачки Пикти, предвођени Мерлином, дигли побуну. Група сарматских витезова и њихов римски командант Арторије Каст, познат као „Артур”, испунили су своје дужности према Риму и спремају се да се врате кући. Сам Артур планира да настави своју војну каријеру у Риму све док им бискуп Герман не нареди да обаве једну последњу мисију: да евакуишу угледну римску породицу која живи северно од Хадријановог зида, спасавајући је од напредујуће војске Саксонаца, коју предводе немилосрдни Сердик и његов син, Кинрик. Алекто, син главешине породице, потенцијални је кандидат за будућег папу. Артур и његови преостали људи − Ланселот, Тристан, Галахад, Борс, Гавејн и Дагонет − невољно прихватају задатак.
Стигавши на одредиште, откривају да је главешина породице Марије, који одбија да оде, поробио локално становништво, што разбешњава Артура. Он открива комплекс ћелија које садржи неколико мртвих Пикта и двоје мучених преживелих — младу жену по имену Гиневра и њеног млађег брата Лукана. Артур их ослобађа и даје Марију ултиматум − да добровољно пође са њима или да и сам буде заробљен. Он и његови витезови заузимају имање и ослобађају локални народ. Конвој бежи у планине са Саксонцима за петама. Марије покушава да поведе побуну против витезова, али га Гиневра убија. Артур сазнаје од Алекта да су Герман и његови колеге бискупи погубили Артуровог ментора из детињства и очинску фигуру, Пелагија, због јереси. Ово додатно разочарава Артура у римски начин живота, што добија додатну дубину када Гиневра и Мерлин подсете Артура на његову везу са Британијом преко његове келтске мајке.
Артур намами Саксонце, предвођене Кинриком, кроз превој који прелази преко залеђеног језера. У насталој бици, Дагонет се жртвује да би својом секиром разбио лед на језеру, спречавајући напредовање Саксонаца. Витезови безбедно испоручују Алекта и његову мајку до Хадријановог зида и званично бивају отпуштени. Артур, након што је закључио да његова судбина лежи у народу његове мајке, одлучује да се суочи са Саксонцима упркос Ланселотовим молбама да оде са њима. Ноћ пре битке, он и Гиневра воде љубав, а следећег дана, Артур се састаје са Сердиком под белом заставом, заветујући се да ће га убити. Убрзо му се придружују Ланселот и његови колеге витезови, који одлучују да се боре. У бици на Бадонском горју, Пикти и витезови се суочавају са саксонском војском. Гиневра се упушта у борбу са Кинриком, који је надјачава. Ланселот јој помаже и убија Кинрика, али је смртно рањен. Сердик убија Тристана пре него што се суочи са Артуром, који убија саксонског вођу, осуђујући освајаче на пораз.
Артур и Гиневра се венчавају и Мерлин проглашава Артура за краља Брита. Уједињени победом над Саксонацима и повлачењем Римљана, Артур обећава да ће водити Брите против свих будућих освајача. Три коња која су припадала Тристану, Дагонету и Ланселоту слободно трче крајоликом, док завршна Ланселотова нарација описује како пали витезови живе у причама које се преносе с генерације на генерацију.

## Улоге
| Глумац             | Улога                 |
| ------------------ | --------------------- |
| Клајв Овен         | Арторије Каст / Артур |
| Јоан Грифид        | Ланселот              |
| Мадс Микелсен      | Тристан               |
| Џоел Еџертон       | Гавејн                |
| Хју Данси          | Галахад               |
| Реј Винстоун       | Борс                  |
| Реј Стивенсон      | Дагонет               |
| Кира Најтли        | Гиневра               |
| Стивен Дилејн      | Мерлин                |
| Стелан Скарсгорд   | Сердик                |
| Тил Швајгер        | Кинрик                |
| Ивано Марескоти    | бискуп Герман         |
| Кен Стот           | Марије Хонорије       |
| Лоренцо Де Анђелис | Алекто                |
| Шон Гилдер         | Јолс                  |
| Пат Киневан        | Хортон                |